# ماريون بالمر
ماريون بالمر (بالنرويجية البوكمول: Marion Palmer)‏ هي كاتِبة نرويجية، ولدت في 11 يناير 1953 في هامرفست في النرويج.